# 湖泗街道
湖泗街道是中华人民共和国湖北省武汉市江夏区下辖的一个街道办事处。
2012年6月29日，湖北省民政厅批复同意撤销湖泗镇，设立湖泗街道办事处。

## 行政区划
湖泗街道下辖以下村级行政区划单位：
湖泗社区、科农村、官堤洲村、王通村、官山叶村、张桥村、夏祠村、张林村、大屋陈村、肖家垅村、七海村、郑寅村、山城村、高碑村、浮山村、新安村、株山村、南山村、大屋晏村、何堰村、均堡村、邬桥村、熊祠村、祝祠村和海洋村。